# Haito

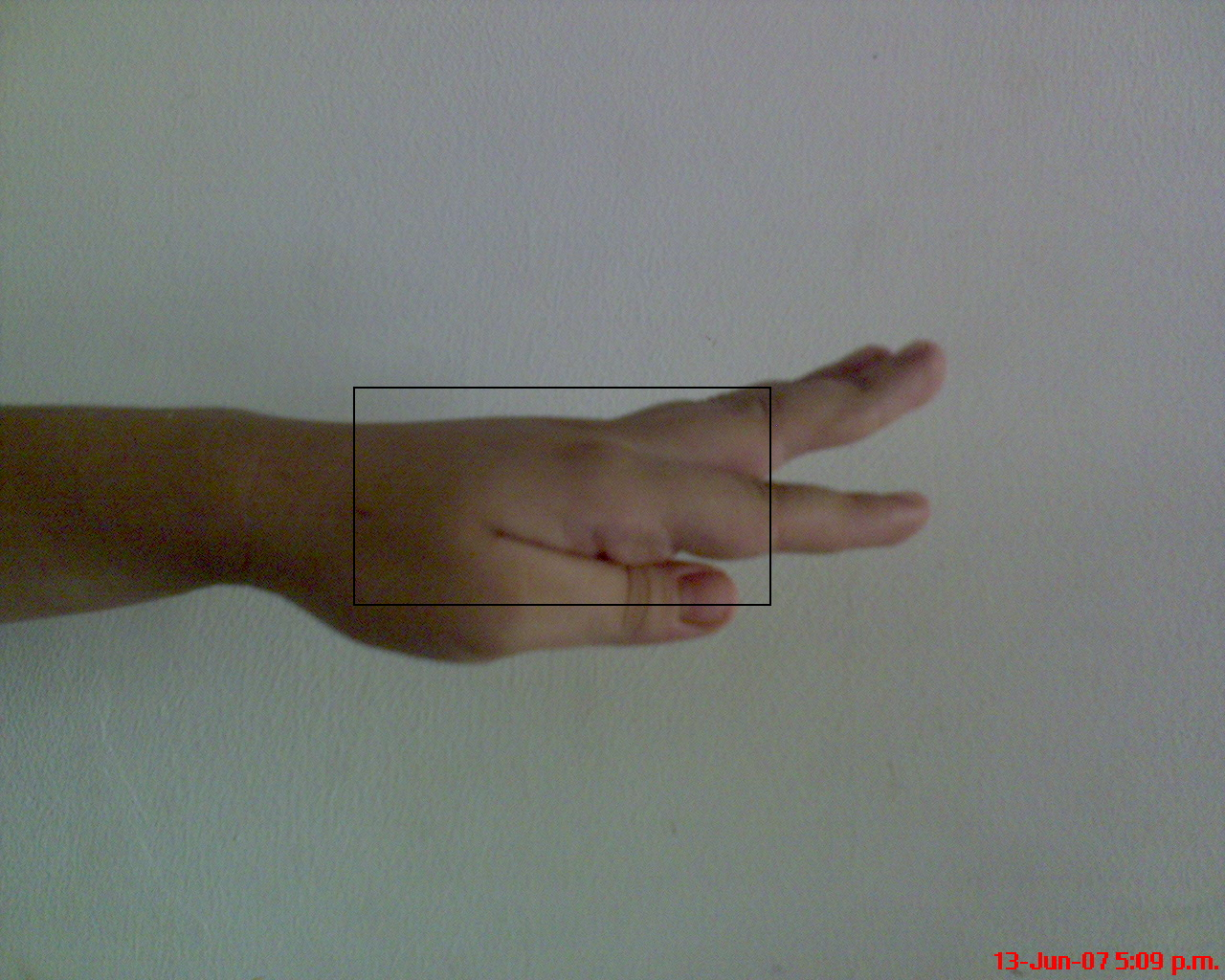
Zona golpeadora del golpe Haito.

El Haito (Revés de sable) es un golpe sencillo de karate.
Poniendo la mano extendida se repliega el dedo pulgar lo más posible hacia adentro y se golpea con la zona carnosa que queda entre las bases de los dedos índice y pulgar.
Se utiliza como golpe circular para golpear en zonas muy sensibles debido a la irrigación sanguínea como es el caso de la sien y la carótida. Suele ejecutarse con la palma mirando hacia abajo.